# Георги Миленов
Георги Костадинов Миленов е български офицер, бригаден генерал, заместник-началник на Националната разузнавателна служба (НРС).

## Биография
Роден е на 7 май 1962 г. в град Брезник. Завършва право в Софийски университет. Между 1989 и 1992 г. работи като инспектор по паспортно-визовите въпроси във фирма „Агрокомплект“, Либия. От 1992 г. е служител в Националната служба за сигурност. От 2003 до 2005 г. е началник на отдел „Външно контраразузнаване и асиметрични заплахи“. В периода 2007 – 2011 г. е офицер за връзка на НРС в Кралство Йордания и отделно е офицер за връзка с Израел, Ирак, Саудитска Арабия и Палестинската власт. На 25 януари 2012 г. е назначен на длъжността заместник-директор на Националната разузнавателна служба. На 28 април 2014 г. е удостоен с висше офицерско звание бригаден генерал. От 3 декември 2015 г. е заместник-председател на Държавна агенция „Разузнаване“.

## Военни звания
- Полковник (12 декември 2005)
- Бригаден генерал (28 април 2014)